# 35286 Takaoakihiro
35286 Takaoakihiro este un asteroid din centura principală de asteroizi.

## Descriere
35286 Takaoakihiro este un asteroid din centura principală de asteroizi. A fost descoperit pe 14 octombrie 1996 la Yatsuka de Hiroshi Abe (astronom). Asteroidul prezintă o orbită caracterizată de o semiaxă mare de 2,64 ua, o excentricitate de 0,16 și o înclinație de 13,0° în raport cu ecliptica.